# زاخلومی (ناحیه تاخوف)
زاخلومی (به چکی: Záchlumí) یک منطقهٔ مسکونی در جمهوری چک است که در ناحیه تاخوو واقع شده‌است. زاخلومی ۴٫۴۱ کیلومتر مربع مساحت و ۴۰۸ نفر جمعیت دارد و ۴۹۷ متر بالاتر از سطح دریا واقع شده‌است.